# Comissió del Comerç

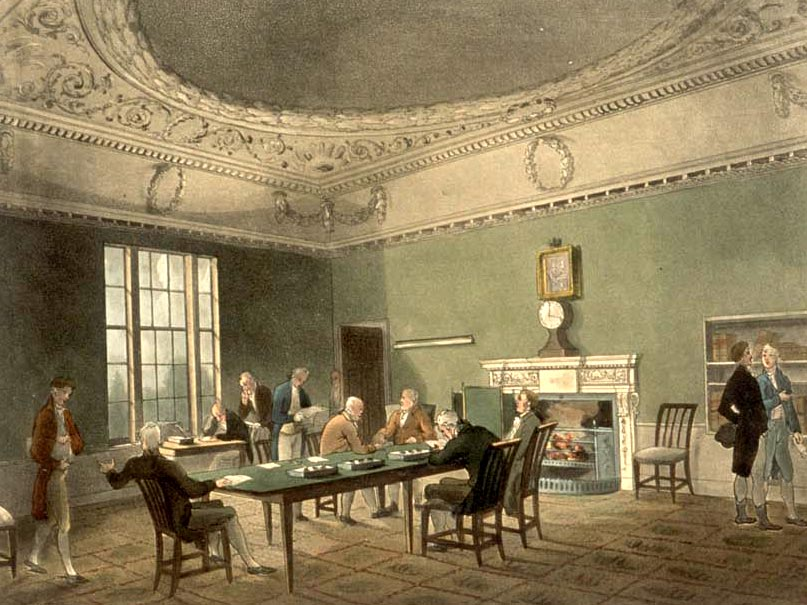
La Comissió del Comerç l'any 1808.

La Comissió del Comerç (en anglès, Board of Trade) és un comitè del Consell privat del Regne Unit que té els seus orígens en un comitè d'investigació del segle xvii i que ha evolucionat a un departament governamental amb diverses funcions.
L'any 1970, s'anomena departament del Comerç i de la Indústria abans d'esdevenir l'any 2009 departament de Negocis, Innovació i Competències. Té al seu cap el secretari d'Estat de Negocis, d'Innovació i Competències que porta igualment el títol de president de la Comissió del Comerç, fins que l'any 2016, el secretari d'Estat al Comerç internacional no el reemplaçarà en aquesta funció.
La Comissió només es va reunir tota una vegada des del mitjans del segle xix, i en la commemoració del bicentenari l'any 1986.

## Història
L'any 1621, Jaume I demana al Consell privat establir un comitè temporal per indagar un ocàs del comerç i les dificultats financeres que se'n deriven. El títol oficial de la Comissió queda com a The Lords of the Committee of Privy Council appointed for the consideration of all matters relating to Trade and Foreign Plantations.
L'any 1696, Guillem III va escollir vuit comissaris, funcionaris assalariats de l'Imperi, per promoure el comerç internacional a Europa com les plantacions dels Estats Units (llavors colònia britànica) i en un altre lloc. La Comissió procedeix a aquest treball però viu igualment llargs períodes d'inactivitat que evolucionen en desorganització després de 1761. És abolida pels whigs de Rockingham l'any 1782.
William Pitt el Jove torna a crear el comitè l'any 1784, i un decret del consell del 23 d'agost de 1786 proporciona la base legal de l'organització que es coneix avui. S'estableix un secretariat, incloent el president, el vicepresident i els membres de la Comissió. Després de 1820, la Comissió deixa de reunir-se regularment i el treball és totalment portat pel secretariat.
Al segle xix, la Comissió té un paper de conseller de l'activitat econòmica al Regne Unit i el seu imperi. A la segona meitat del segle, gestiona igualment la legislació en relació amb els patents i marques registrades, la regulació de les empreses, el treball i les fàbriques, el comerç marítim, l'agricultura, el transport, l'electricitat, etc. Els negocis colonials són transferits al Bureau de les Colònies i altres funcions són transferides a departaments creats de nou fins al segle xx.